# Потапенко Василь Васильович
Васи́ль Васи́льович Пота́пенко (1886, смт Березна Менської волості — 1934) — бандурист, поводир кобзаря Терентія Пархоменка.

## Життєпис

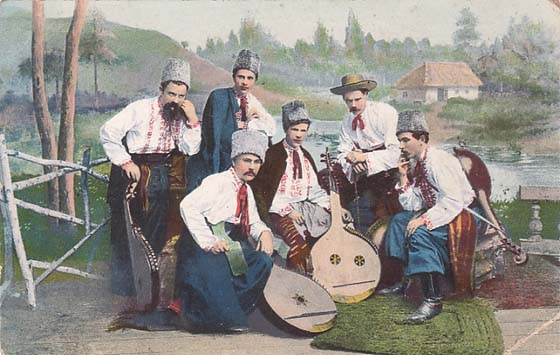
Студентська капела бандуристів (1908). На фотографії ймовірно: Кашуба (Кошуба) Марко Пилипович (1875—1934); Копань (Копан) Георгій Якович (1887—1938); Панченко Федір Петрович (без бандури); сидить Потапенко Василь Васильович (колишній поводир Т. Пархоменка); Яценко в капелюсі (організатор капели) (1870-1935); Войцех Григорій Євтихович (1877—1937)

Учасник ХІІ Археологічного з'їзду в Харкові в 1902 р. Поїхав у Королівство Галичини та Володимирії на заклик Гната Хоткевича виступати 1909 р. Коли узнав що Галичани хотіли бачити справжніх сліпих кобзарів кинув собі розчив в очах щоби усліпнути. Хоткевич  довго клопотався з  галицьким лікарем Нижанківським) брат композитора) щоби повернути йому зрячість.
Повернувся й викладав гру на бандуру в Києві. Учасник 10-го історико-етнографічного концерту в Києві в 1928 р.
Заарештовано пана Потапенка 15 жовтня 1930 р. за обвинуваченням у приналежності до «контрреволюційної організації». Згодом були ще й інші арешти. Давав уроки гри на бандурі.
Репресовано 1933 р., подальша доля невідома.